# Dappula III
Dappula III fou rei d'Anuradhapura (Sri Lanka) del 827 al 843. Fou el germà i successor d'Aggabodhi VIII i fill de Mahinda II.
No feia gaire que havia pujat al tron quan dos dels seus nebots (fills d'una germana) que havien estat desterrats a Ruhunu en un regnat anterior, es van presentar a la cort de Dappula III i van demanar ajut contra el seu pare Mahinda, un cap destacat de Ruhunu. El rei va decidir ajudar-lo i va posar l'exèrcit a la seva disposició. Amb aquests soldats els dos joves van avançar cap al sud i van trobar a les forces del seu pare un repte massa important, fugint del camp de batalla i deixant les forces reials a càrrec d'un capità a mercè de les forces del seu pare. Els dos joves van tornar a la cort de Dappula III on van viure fins que van tenir notícies de la mort del seu pare Mahinda en una batalla quan estava sufocant una revolta a la província. Llavors el rei li va donar al gran dels dos joves, Kittaggabodhi, la seva filla en matrimoni i el va enviar a Ruhunu amb un nou exèrcit ben equipat que va establir el domini de Kittaggabodhi sobre la província com a successor del seu pare; la seva administració fou encertada i popular.
La resta del regnat de Dappula fou dedicat principalment a la religió. Va restaurar alguns edificis religiosos, va convertir la roca de Vahadipa en un vihara que va anomenar Lavarama, va aportar una imatge al vihara de Jetavanaraya i va celebrar un festival amb gran esplendor. Va fer regals iguals als seu pes pels pobres; va reparar antics edificis i va mantenir els costums dels antics reis.
Durant el regnat, Vajira, un dels generals del rei, va construir el temple de Kacchavala per a la fraternitat de Pansukulika i va cobrir el temple del Thuparama amb or i també va fixar les portes amb or.
El rei Dappula III va morir en el setzè any de regnat i el va succeir el seu fill Aggabodhi IX.